# Andrij Hitčenko
Andrij Ihorovyč Hitčenko (in ucraino Андрій Ігорович Гітченко?; Kiev, 2 ottobre 1984) è un ex calciatore ucraino, di ruolo difensore.

## Palmarès

### Club

#### Competizioni nazionali
- Perša Liha:

Oleksandrija: 2010-2011
- Perša Liha:

Polіssja Žytomyr: 2022-2023